# Nusshof
Nusshof es una comuna suiza del cantón de Basilea-Campiña, situada en el distrito de Sissach. Limita al norte con la comuna de Magden (AG), al este con Wintersingen, al sur con Sissach, al oeste con Hersberg.